# Cylindropuntia munzii
Cylindropuntia munzii ist eine Pflanzenart aus der Gattung Cylindropuntia in der Familie der Kakteengewächse (Cactaceae). Das Artepitheton munzii ehrt den US-amerikanischen Botaniker Philip Alexander Munz (1892–1974).

## Beschreibung
Cylindropuntia munzii wächst groß strauchig oder baumförmig mit einem Hauptstamm und erreicht Wuchshöhen von 2 bis 4 Meter. Die Hauptzweige sind ausgebreitet und tragen endständige Büschel aus hängenden Triebabschnitten. Auf den leicht abfallenden graugrünen, 4 bis 16 Zentimeter langen und 1,2 bis 2,5 Zentimeter im Durchmesser messenden Triebabschnitten befinden sich vorstehende schmal ovale Höcker. Die gerundeten oder dreieckigen, gelblich braun bewollten Areolen vergrauen im Alter und tragen 0,5 bis 2 Millimeter lange unauffällige gelbe Glochiden. Die sieben bis 14 Dornen sind an den meisten Areolen vorhanden. Sie sind aufrecht bis ausgebreitet und im Querschnitt kreisrund bis leicht abgeflacht. Die Dornen sind gelb und werden im Alter an den Spitzen rötlich oder schwarz. Der längste Dorn ist bis zu 3 Zentimeter lang. Manchmal sind am Rand der Areolen zusätzlich Borsten vorhanden. Die lose sitzenden Scheiden der Dornen sind gelb bis goldfarben.
Die Blüten sind hellrötlich bis kastanienbraun. Die kugelförmigen, lohfarbenen Früchte sind trocken, nicht bedornt und fallen leicht ab. Sie sind deutlich gehöckert und reichlich mit Glochiden besetzt. Die Früchte sind 1,7 bis 2,4 Zentimeter lang und weisen Durchmesser von 1,7 bis 2,1 Zentimeter auf.

## Verbreitung, Systematik und Gefährdung
Cylindropuntia munzii ist in den Vereinigten Staaten im Bundesstaat Kalifornien sowie im mexikanischen Bundesstaat Baja California in der Sonora-Wüste in Höhenlagen von bis zu 465 Metern verbreitet. Das Verbreitungsgebiet umfasst weniger als 20.000 km².
Die Erstbeschreibung als Opuntia munzii von Carl Brandt Wolf wurde 1938 veröffentlicht. Curt Backeberg stellte die Art 1966 in die Gattung Cylindropuntia. Ein weiteres nomenklatorisches Synonym ist Grusonia munzii (C.B.Wolf) G.D.Rowley (2006).
In der Roten Liste gefährdeter Arten der IUCN wird die Art als „Least Concern (LC)“, d. h. als nicht gefährdet geführt. Die Entwicklung der Populationen wird als stabil angesehen.

## Nachweise